# 索洛诺波利
索洛诺波利是巴西塞阿拉州的一个市镇。总面积1536.158平方公里，总人口17011人，人口密度11.1人/平方公里。